# Bernard Cribbins
Bernard Joseph Cribbins (Oldham, Lancashire, 1928. december 29. – 2022. július 28.) angol filmszínész, énekes, humorista, szinkronszínész, a Brit Birodalom Rendjének kitüntetettje. Csaknem hét évtizedes pályafutása során színházi, rádiós, filmes és televíziós produkciók sorozatában szerepelt, köztük három Folytassa-vígjátékban.

## Élete

### Pályakezdés
13 éves korában egy oldhami színpad vezetőjének asszisztense lett. 
Tanulmányai végeztével az ejtőernyős fegyvernemhez vonultatták be. Leszerelés után szülővárosában, Oldhamben lépett fel klubokban és színpadokon.

### Színészi pályája
1956-ban megkapta első megbízatását a londoni West End egyik színházában, a Tévedések vígjátékában. Ugyanebben az évben kapta első televíziós szerepét is, Thomas Traddlest formálta meg a Charles Dickens művéből készült Copperfield Dávid színműben. Énekesként 1960-ban érte el első sikerét, a West End-en játszott An’ Another Thing című nagyrevü egyik számát, a Folk Songot kiadta kislemezen, a brit lemezlistákon a 66. helyet érte el.
1962-ben további kislemezes dalai kerültek fel a brit slágerlistákra, a Hole in the Ground és a Right Said Fred az első 10 közé kerültek. A Right Said Fred később egy zenei együttes névadója lett.
Az 1960-as évektől Cribbins számos szerepet kapott brit filmvígjátékokban, így Margaret Rutherforddal az Egér a Holdon-ban (1963) és Peter Sellersszel a Casino Royale-ban. Gerald Thomas rendező Folytassa-sorozatának három filmjében kapott szerepet,  két 1964-es klasszikusban (Folytassa, Jack! és Folytassa a kémkedést! és később 1992-ben, a sorozat kevéssé sikeres, utolsó kísérletében, a Folytassa, Kolumbusz!-ban is.
Szerepelt a Ki vagy, doki? mozifilm-változatában, ahol Peter Cushing volt a címszereplő. Nagy-Britanniában szinkronszínészként is működött. A The Wombles c. német-angol bábfilm-sorozatban ő volt az angol nyelvű mesélő, a német változatban Dieter Hallervorden beszélt. Cribbins szerepeket kapott népszerű televíziós sorozatokban és szappanoperákban, és a továbbra is rendszeresen dolgozott a BBC rádiós produkciói számára is. 1969–1970 között a brit televízióban saját show-műsorát vezette, 1966–1991 között a Jackanory c. gyermekműsor-sorozat egyik mesélője volt, ebben a műsorban Peter Sellers, sőt maga Károly walesi herceg, II. Erzsébet királynő fia is szerepelt felolvasóként. Cribbins a műsor 111 epizódjában szerepelt, az egyik legjobb mesélőként tartották számon. Az Alice Csodaországban, A hobbit és az Óz, a csodák csodája rádióváltozatát is az ő hangján hallhatták. Az 1978-as Picasso kalandjaiban ő alakította Gertrude Steint.
2007–2010 a Ki vagy, doki?-ból készült új televíziós sorozat tíz részében is Wilfred Mott nagyapó szerepét kapta. Idős korában is igen aktív maradt, 2013–2014 között vendégszerepelt a Kisvárosi gyilkosságok egyik epizódjában, és főszerepet játszott az Old Jack’s Boat című televíziós gyermek-sorozatban.

### Magánélete
Cribbins 1955-ben vette feleségül Gillian McBarnet színésznőt. 
Egyetlen gyermeküket korán elvesztették. A házaspár Weybridge-ben (Surrey) élt. Gillian McBarnet 2021-ben, Cribbins 2022-ben hunyt el.

## Főbb filmszerepei
- 1956: A fekete tulipán (The Black Tulip), hercegi testőr
- 1956: Copperfield Dávid (David Copperfield), tévésorozat, Thomas Traddles
- 1958: Dunkirk, szomjas tengerész
- 1959: Tégy milliomossá! (Make Mine a Million ), Jack
- 1960: Suzie Wong világa (The World of Suzie Wong), Otis
- 1962: Gyors Lady (The Fast Lady), férfi a hordágyon
- 1963: A törvény balkeze (The Wrong Arm of the Law), Ideges O’Toole
- 1963: Egér a Holdon (The Mouse on the Moon), Vincent Mountjoy
- 1964: Folytassa, Jack! (Carry On Jack), Albert Poop-Decker (magyar szinkronban Bum-Fordi) tengerészkadét
- 1964: Folytassa a kémkedést! (Carry On Spying), Harold Crump
- 1964: Hajrá, franciák! (Allez France!), Bob, a 202-es ügynök
- 1965: Saját otthon (A Home of Your Own), kőműves
- 1966: Daleks’ Invasion Earth 2150 A.D., Tom Campbell
- 1966: Casino Royale, taxisofőr
- 1966–1968: Bosszúállók (The Avengers), tévésorozat, Bradley Marler / Arkwright
- 1969–1970: Cribbins, tévésorozat, önmaga
- 1970: Hárman a vasút mentén (The Railway Children), Albert Perks
- 1972: Téboly (Frenzy), Felix Forsythe
- 1975: Waczak szálló (Fawlty Towers), tévésorozat, Mr. Hutchinson
- 1973–1975: The Wombles, tévésorozat, angol nyelvű narrátor
- 1976: Alfa holdbázis (Space: 1999), tévésorozat, Michael kapitány
- 1978: Picasso kalandjai (Picassos äventyr), Gertrude Stein / angol nyelvű narrátor
- 1978: Vízimese (The Water Babies), Mr. Masterman / Eel hangja
- 1983: Meghökkentő mesék, tévésorozat, Charlie Krebs
- 1983: Cuffy, tévésorozat, Cuffy Follett
- 1985: Alice Csodaországban (Alice in Wonderland), tévésorozat, Mock Turtle
- 1987: Szupernagyi (Super Gran), tévésorozat, P. Brain rendőrtiszt
- 1987: Ha egybekelünk (When We Are Married), tévésorozat, Herbert Soppitt
- 1987: Eduárd és barátai (Edward and Friends), animációs sorozat, főszereplő, narrátor
- 1966–1991: Jackanory, tévésorozat, mesélő / Bilbo Baggins
- 1992: Folytassa, Kolumbusz! (Carry On Columbus), Mordechai Mendoza
- 1998: Dennis, a komisz (Dennis the Menace), tévésorozat, Katzenburger
- 1999: Dalziel és Pascoe nyomoz (Dalziel and Pascoe), tévésorozat, Henry bácsi
- 2000: Canterbury mesék (The Canterbury Tales), tévésorozat, az ács
- 2003: A bor nem válik vízzé (Last of the Summer Wine), tévésorozat, Gavin Hinchcliffe
- 2003: Coronation Street, tévésorozat, Wally Bannister
- 2005: Két lábbal a földön (Down to Earth), Frank Cosgrove
- 2007: Ki vagy, doki? (Doctor Who: The Eighth Doctor Adventures), tévé-minisorozat, Arnold Korns
- 2007–2010: Ki vagy, Doki?, tévésorozat, Wilfred Mott
- 2014: Kisvárosi gyilkosságok (Midsomer Murders), tévésorozat, The Flying Club epizód, Duggie Wingate
- 2013–2015: Old Jack’s Boat, tévésorozat, Old Jack
- 2016: Szentivánéji álom (A Midsummer Night’s Dream), tévéfilm, Snout
- 2018: Patrick – Ebbel szebb az élet (Patrick), Albert

## Elismerései
- 1971: Hárman a vasút mentén, Albert Perks szerepéért jelölés a a legjobb férfi mellékszereplőnek járó BAFTA-díjra.

## További információ
- Hivatalos oldal
- Bernard Cribbins a PORT.hu-n (magyarul)
- Bernard Cribbins az Internetes Szinkronadatbázisban (magyarul)
- Bernard Cribbins az Internet Movie Database-ben (angolul)
- Bernard Cribbins a Rotten Tomatoeson (angolul)
- Bernard Cribbins az AlloCiné weboldalán (franciául)
- Bernard Cribbins Profile. Famousfix.com. (Hozzáférés: 2023. április 21.)
- ↑ AndrewRoss:  Andrew Ross. Carry On Actors: The Complete Who’s Who of the Film Series (angol nyelven). Fantom Publishing (2015). ISBN 1-906358-95-8
- ↑ RobertRoss:  Robert Ross. The Carry On Companion. London: B.T. Batsford (2002). ISBN 0-7134-8771-2
- Carry On Line: Official Website of the Carry On films Archiválva 2021. január 25-i dátummal a Wayback Machine-ben